# Касьянов Володимир Павлович
Володи́мир Па́влович Касья́нов (12 (25) липня 1883, Одеса — 24 листопада 1960, Москва) — радянський кінорежисер, сценарист, актор.

## Життєпис
Народився в Одесі в сім'ї військового. Батько — потомок переселенців Нової Сербії, мати — з німецьких колоністів Ґрос-Лібенталь. Навчався музики у свого родича В. П. Нежданова, батька співачки А. В. Нежданової. Акторський шлях почав у Драматичному театрі Спільноти тверезості в Одесі. 1905 року прилучився до трупи П. М. Орленєва, з якою виступав у провінційних театрах Російської імперії, гастролював Європою та США.
По поверненні став зніматися в кіно, дебютував і як сценарист під псевдонімом Віллі Над. 1911 року взявся до режисури. У січні 1912 року вийшов його перший фільм за власним сценарієм — «Мороз по шкірі», у якому він також виконав головну роль.
Діставши визнання завдяки фільмам «Сонька Золота ручка» і «Гумовий хлопчик», Касьянов заявив про «готовність конкурувати з італійцями» і зняв за своїм сценарієм фільм «Смерть богів» (інші назви — «Юліан Відступник», «Загибель богів»). Співпрацюючи з компаніями «Торговельний дім Дранкова», «Торговельний дім Харитонова», «Товариство „Кінотворчість“», «Товариство „Російське діло“», до подій 1917 року встиг поставити близько 25 кінокартин (багато за своїми сценаріями), зокрема один з перших післяреволюційних фільмів.
З ім'ям Касьянова пов'язані перші в Російській імперії спроби субтитрування фільмів. Ще 1912 року він запропонував уводити титри не на окремих кадрах, що перебивають дію, а як підписи внизу кадру. Спроби субтитрування він продовжував до появлення звуку в кіно і навіть у пізніший час експериментував з динамічними рухомими титрами.
Після Жовтневого перевороту взяв безпосередню участь у постановці агітаційних фільмів (зокрема «Підпілля» за сценарієм О. Серафимовича), а також кількох фільмів про Громадянську війну.
Від 1938 до 1957 працював у Головкінопрокаті, брав участь в організації майстерні субтитрування фільмокопій.
Помер 24 листопада 1960 року. Похований на Востряковському кладовищі.

## Особисте життя
- Батько — Прокофій (Павло) Семенович (1851—1918).
- Мати — Варвара Михайлівна Гейнріх (1859—1929).

Був двічі одружений.
- Перша жінка — Анастасія Касьянова, емігрувала з СРСР.
- Друга жінка — Дагмара Вікторівна Касьянова, при народженні Даґмар Вільгеміна Софія Шеблум (1897—1971; швед. Dagmar Vilhelmina Sofia Sjöblom).[8]

## Винаходи
Авторське свідоцтво № 96936, видане в лютому 1954 року (пріоритет від 25.12.1952) на винахід способу субтитрування фільмів одним рухомим рядком («рухомі субтитри»).

## Нагороди
- 1939: Знак «20 років Радянському кіно»;
- 1950: Орден «Знак Пошани» (6 березня 1950) «за видатні заслуги в розвитку радянської кінематографії у зв'язку з 30-річчям».[11]

## Оцінки творчості
Як один з найкращих і типових для режисера Касьянова був оцінений фільм «Гумовий хлопчик». «Фільм дуже добре зустріли глядачі різного віку. Він став одним з перших дитячих художніх фільмів» — Р. Соболєв.